# Merhoteprê Ini
Pour les articles homonymes, voir Ini.
Merhoteprê Ini Ier est peut-être un roi de la XIIIe dynastie. Plusieurs chercheurs l'identifient à Merhoteprê Sobekhotep.

## Attestations

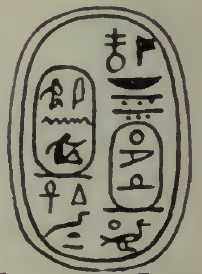
Dessin de F. Petrie d'un sceau scarabée de Merhoteprê Ini, Musée Petrie.

Deux objets contemporains nous sont parvenus : un couvercle de vase, aujourd'hui au Musée d'Art du comté de Los Angeles (M.80.203.225), et un sceau scarabée, aujourd'hui au Musée Petrie. Une stèle d'Abydos et un scarabée de provenance inconnue portent le nom de Merhoteprê, mais ils pourraient tout aussi bien référer à Merhoteprê Sobekhotep.
Un nom Merhoteprê est mentionné en position 7.5 sur le Canon royal de Turin (crédité d'un règne de deux ans, deux mois et neuf jours) et en position 50 sur la liste de Karnak. Deux rois de cette période porte ce nom de Nesout-bity : Merhoteprê Sobekhotep et Merhoteprê Ini. Si plusieurs égyptologues, comme Franke, von Beckerath et Siesse, voient en ces deux noms un seul et même roi, Jürgen von Beckerath précisant qu'avec ce nom Ini, nous avons à faire au nom de naissance originel de Sobekhotep ; d'autres, en particulier Ryholt, les différencient.

## Position chronologique
Suivant le Canon royal de Turin, il est le successeur de Merneferrê Aÿ et le prédécesseur de Sânkhenrê Soudjetou. Si le Canon ne se réfère pas à lui mais à Merhoteprê Sobekhotep, alors sa position chronologique est inconnue.

## Famille
Malgré le très bref règne de Merhoteprê Ini, il est attesté dans les archives historiques de la Stèle juridique. Ce document, daté de l'an 1 du futur roi thébain Souadjenrê Nebiryraou, contient une charte généalogique qui stipule qu'Ayamerou - le fils du vizir Aya et de la Fille du Roi Reditenes - a été nommé gouverneur d'El Kab en l'an 1 de Merhoteprê Ini. La raison de cette nomination est due à la mort inattendue du gouverneur sans enfant d'El Kab, Aya le Jeune, qui était le fils aîné du vizir Aya et le frère aîné d'Ayamerou. La charte identifie un certain Kebsi comme le fils du gouverneur, et plus tard, du vizir Ayameru. La Stèle juridique enregistre la vente de la fonction de gouverneur d'El Kab à un certain Sobeknakht. Ce Sobeknakht Ier était le père de l'illustre gouverneur Sobeknakht II qui construisit l'une des tombes les plus richement décorées d'El Kab durant la Deuxième Période intermédiaire.
Sur la base de la stèle, Kim Ryholt propose que Merhoteprê Ini était le fils de son prédécesseur Merneferrê Aÿ avec sa reine Ini, Reditenes étant alors la sœur de Merhoteprê Ini. Le vizir était une position héréditaire à l'époque et un changement de famille à la tête du poste aurait été un geste politique important. En particulier, Reditenes étant peut-être une sœur de Merhoteprê Ini, sa nomination au vizirat par Aya (donc son beau-frère) aurait fait entrer le poste dans sa propre famille.